# Уроки тётушки Совы
Уроки тётушки Совы — обучающий мультсериал для детей, издававшийся творческим объединением «Маски» с 2001 по 2014 год.
Победитель всеукраинской телевизионной премии «Телетриумф» 2004 года в номинации «детская программа».

## Персонажи
- Тётушка Сова — антропоморфная сова.
- Яша — антропоморфный худой фиолетовый кот.
- Кеся — антропоморфный толстый рыжий кот.
- Сима — антропоморфная белая кошка.
- Буля — антропоморфный белый пёс.
- Непослуха — маленький рыжеволосый домовёнок.
- Ых — антропоморфный медвежонок.

В мультсериал не вошли пёс Бадя и собака Лиза.

## История
История данного проекта началась ещё в 2000 году с выпуска творческим объединением «Маски» короткометражного мультсериала «The Naughty Cats» (рус. Проказники-коты), главными героями которого являлись коты Яша и Кеся. Позже короткометражки были показаны в рамках мультсериала «Уроки хорошего поведения» в 2006 году.
В 2001 году выходит первый фильм с участием тётушки Совы «Азбука-малышка». Релиз состоялся на VHS студией «Союз».
В 2002 году начинает транслироваться телепередача «Английский язык для малышей» с участием Совы и девочки Алисы. Такой вариант был показан в 2004 году на российском телеканале «М1».
С 2005 года начинает выходить рисованная версия мультсериала, где вместо кукол были использованы нарисованные модели тётушки Совы, Непослухи, Яши, Кеси и других персонажей. Спин-офф «Азбука-малышка» также был сделан в технике перекладки (за исключением модели Совы).
В 2006 году мультсериал начинает выходить в формате 16:9.
В 2014 году в связи с политическими событиями на Украине выпуск мультсериала был остановлен.

## Спин-оффы
- Азбука-малышка[4]
- Немецкий алфавит для детей[5]
- Английский алфавит для детей
- Весёлое новогоднее путешествие[6]
- Времена года[7]
- Всемирная картинная галерея
- Азбука денег
- Азбука безопасности на дороге
- Чудеса света[8]

### Уроки с котами
- Арифметика-малышка[9]
- Уроки хорошего поведения[10]
- География-малышка (Весёлое кругосветное путешествие)[11]
- Утренняя зарядка[12]

### Уроки с домовёнком
- Уроки доброты[13]
- Детские фантазии[14]
- Уроки осторожности[15]
- Уроки живой природы[16]
- Мудрые сказки тётушки Совы[1]
- Зообукварик с тётушкой Совой